# Џек Блек
Томас Џејкоб Блек (енгл. Thomas Jacob Black; Санта Моника, 28. август 1969) амерички је глумац, комичар, музичар и аутор песама. Углавном глуми у комедијама и најпознатији је по улогама у филмовима Висока верност, Школа рока и другим.
Заједно са Кајлом Гасом чини групу Tenacious D са којом је освојио Греми.